# Calomyscus urartensis
Calomyscus urartensis és una espècie de mamífer rosegador de la família dels calomíscids. Viu a l'Azerbaidjan i l'Iran. Es tracta d'un animal nocturn o diürn segons l'estació de l'any. S'alimenta principalment de llavors. El seu hàbitat natural són les estepes rocoses de muntanya. És una espècie en risc mínim, és a dir, no sembla que hi hagi cap amenaça significativa per a la seva supervivència. El seu nom específic, urartensis, significa ‘d'Urartu’ en llatí.